# Архітектура Литви
Архітектура Литви — будівельне мистецтво жемайтів та аукшайтів, сформоване до 1 століття до Різдва Христового, а також архітектурні традиції на межі історичних територій Польщі, Пруссії, Лівонії та Біларусі. Архітектура міста Вільнюса також розглядається у контексті польської та білоруської архітектури.
Доісторична архітектура Литви характерна городищами — «пілякальніс». Вже в 11 столітті відомі пілякальніси як оригінальні дерев'яно-земляні фортеці.

## Періодизація архітектури після ХІІ століття
1. Початкова (романська) доба: XIII—першаполовина XIV століття.
2. Готика: середина XIV — кінець XVI століття.
3. Ренесанс: кінець XVI — перша половина XVII століття.
4. Бароко: друга половина XVII — кінець XVIII століття.
5. Класицизм: 1780–1850.
6. Історизм: 1850 — початок XX століття.

### Початкова романсько-литовська доба
Перші кам'яні фортеці створили архітектори Тевтонського та Лівонського орденів, які були, властиво, колоніальною архітектурою на території Литви. У їх будівництві застосована
техніка комбінованого поєднання каменю і тривкої цегли. У Жемайтії (Західна Литва) відомо 40 замків уздовж річки Німан, серед яких найстаріший — Каунас.
Замки в Каунасі й Мядінінкай — кастельного типу, тобто чотирикутні, з наріжними вежами. Ціла група замків захищала місто Вільнюс. Верхній замок у Вільнюсі — полігональний (багатокутний). Архаїчні замки мали 1 чи 2 башти в периметрі стін. 3 появою примітивної артилерії з'являються обов'язкові наріжні вежі.

### Готика
Литовська готика — це північний різновид готичної архітектури. Вона зазнала впливу як німецької, так і польської готики. Всі костели будувалися за одним просторовим принципом, здебільшого без веж.
Одна з найвизначніших пам'яток литовської архітектури — Тракайський замок (XIV–XV). Був резиденцією великих князів. Збудований з червоної цегли на кам'яних підмурках і складається з двох основних частин — князівського палацу-резиденції з внутрішнім донжоном. Головний зал палацу-резиденції перекрито зірчастим готичним склепінням. 
Верхній замок Вільнюса (на горі Ґедиміна) реконструйовано на початку XV. Збудовано дві прямокутні башти й одну восьмигранну, які, у свою чергу, були трьох'ярусними. Муровані з каменю і цегли стіни замку мали висоту до 12 метрів. Саме з цього часу походять збережені дотепер споруди замку, зокрема восьмигранника башта Ґедиміна та рештки триповерхового палацу великого князя з готичними зірчастими склепіннями.
Ансамбль Бернардинського монастиря у Вільнюсі(кінець XV, завершений у другій половині XVI) з великим монастирським тринефним зальним костелом, що має контрфорси на бічних фасадах. Західний фасад фланкують дві невеликі вежі. Біля костелу — прямокутний у плані зальний однонефний костел Св. Анни (1571). Весь ансамбль є справжнім шедевром литовської сакральної готики. Західний фасад костелу Св. Анни має унікальну композицію і є видатною пам'яткою пізньої готики.
Найдавніший готичний костел Св. Миколая у Вільнюсі збудований XIV, перебудовано в XVI. Мав дерев'яне перекриття. Зальний тринефний костел Св. Георгія в Каунасі кінця XV століття представляв тип великого міського храму — з видовженим пресвітерієм і масивними трикутними щипцями, що закривають торці двосхилого даху.
Так званий будинок Пяркунаса в Каунасі XV–XVI — шедевр цивільної архітектури готичної доби. Збудований як офіс ремісничого цехового об'єднання. Має виразну пластичну композицію щипця на головному причілковому фасаді, яка включає подвійну килевидну арку з фіалами й створена за допомогою 15 видів цегли.

### Ренесанс
Для литовського ренесансу характерні контамінації з готикою. Визначальний вплив на архітектуру того періоду справляють зв'язки з Італією, оскільки Литва стає частиною Речі Посполитої. З іншого боку — вплив Нідерландів, через Пруссію. Провідна стилістика архітектури — литовська редакція північного ренесансу.
Перші елементи ренесансної стилістики з'явилися в деталях та декорі ще цілком готичних будівель. Тоді ж у Литві з'явилися перші бастіонні замки — Біржайський замок (1586) князів Радзивілів (виразний вплив Італії).
У той же час продовжують будувати архаїчні за архітектурним типом баштово-стінові замки (замок Панемуне, 1604). Більшість литовських замків у добу Ренесансу прямокутні, з наріжними баштами й пристінними корпусами.
Найбільш відомі вільнюські ренесансні будівлі, в яких активно застосовується техніка графічного декорування фасадів. Також з'являються високі декоративні аттики і фронтони, які закривали щипцеві й вальмові дахи. У Каунасі відомий Будинок Масальскіса (1634), характерний розвиненим маньєристичним фронтоном. Також 1638 була відреставрована у стилі ренесансу Каунаська ратуша.

### Бароко
Під упливом Італії та Польщі, у Литві сформувалася регіональна школа бароко, яке ще називають Вільнюським бароко. У свою чергу вільнюське бароко стало винятково популярним у Біларусі та Латвії.
Шедевром Вільнюського бароко став костел святих Петра і Павла (1668–1676). Костел представляв розвинений тип тринефної купольної базиліки з трансептом і двома вежами, що фланкують двох'ярусний західний фасад, вирішений у формах ордерної італійської архітектури. Інтер'єр знаменитий надміром барокового скульптурного декору. Архітектором — уродженець Кенігсбергу Йоган-Баптист Зауер, який пізніше працював в Україні на замовлення Гетьманів Іоанна Самойловича та Іоанна Мазепи.

### Класицизм
1795 відбувся третій поділ Польщі, а відтак Литви була анексована Московською державою. Тоді ж поширився стиль класицизм, який заходив на литовські землі як із Польщі, так і з Московії.
Найхарактерніша риса — застосування класичних ордерних форм. У цьому ключі працював провідний архітектор доби — Лаурінас Гуцявічюс (1753–1798).
Зразки класицистичних споруд:
- Веркяйський палац (1781 — початок XIX).
- Вільнюська ратуша з шестиколонним портиком тосканського ордера на головному фасаді (перебудова старої готичної ратуші).
- Наймасштабніший проект доби — перебудова в класицистичному дусі готичного Вільнюського кафедрального собору (1783–1801, Гуцявічюс).
- Палацом російського генерал-губернатора у Вільнюсі (1824–1832).
- Двір «Стуока-Ґуцявічуса» у Вільнюському університеті.

### Історизм
У ретроспективій стилістиці збудовано костел в Рокішкіс (неоготика, 1866–1883), Паланзі (1896–1908), палац у Паланзі (необароко, 1897).
Найрізноманітніше стилістика історизму представлена в громадських і житлових спорудах Вільнюсу (XIX — початок XX).

### Православна архітектура
З другої половини ХІХ століття Московська імперія активно насаджувала синодальний тип церковних споруд, більшість із яких виконана у псевдовізантійському стилі.
1864 російські власті за погодженням із митрополитом литовським і віленським Йосифом, почали фактично наново будівництво старого собору Київської митрополії — Успенського Пречистенського. За проектом А.Резанова та М.Чагіна добудовано три бокові вежі. Попри очевидну багату готичну стилістику вцілілих оригінальних фрагментів собору, новий храм було вирішено у стриманій романській манері, а наметові завершення веж та куполу зробили його нетиповим для візантійської традиції та несподівано візуально наблизили споруду до традицій вірменської та грузинської сакральної архітектури. Після реставрації 1998, будівля зберегла царську стилістику.